# Nordluangwa-Nationalpark
Der Nordluangwa-Nationalpark (engl. North Luangwa National Park) ist ein 4636 km² großes Gebiet im Tal des Flusses Luangwa in der Provinz Muchinga in Sambia.

## Beschreibung
Dieser Nationalpark hat nicht die enorme Vielfalt und Dichte an Tieren wie der Südluangwa-Nationalpark und nicht die landschaftliche Schönheit des kleinen Luambe-Nationalparks auf der anderen Seite des Luangwa, aber er ist wilder, weniger erschlossen als diese und am besten mit einem lokalen Safarianbieter abzufahren.
Der Park ist nur von Juni bis Oktober geöffnet. In der Regenzeit ist ein Befahren des Parks unmöglich. Es gibt drei rudimentäre Camps, welche aber im Moment nur für wenige Personen Platz bieten, da sich die touristische Erschließung erst im Aufbau befindet.
Das Gelände wechselt zwischen Mopane-Wald, Auwald am Fluss, offenem Grasland, weiten Flussauen und Akaziendicht. Im Osten liegt das Muchinga-Gebirge, von dem zahlreiche Bäche strömen.